# IC 4312
IC 4312 — компактная вытянутая галактика типа SВ0 в созвездии Центавр. Поверхностная яркость — 11,7 mag/arcmin². Этот объект входит в число перечисленных в оригинальной редакции «Нового общего каталога».